# Saccifolium bandeirae
Saccifolium es un género monotípico de plantas con flores perteneciente a la familia Gentianaceae. Su única especie: Saccifolium bandeirae, es originaria de Venezuela y Brasil.

## Descripción
Es un arbusto que alcanza hasta los 60 cm de altura. Las hojas opuestas o alternas, en forma de saco, en parte, translúcidas y con glándulas en la superficie inferior. Las semillas de frutos inmaduros sin alas.

## Distribución y hábitat
Esta rara especie sólo se encuentra en los picos de montaña de la Sierra de la Neblina, en la frontera entre Venezuela y Brasil, cerca del Río Negro. Es una planta de gran altitud (2700-3000 metros) y crece entre las rocas y acantilados.

## Taxonomía
Saccifolium bandeirae fue descrito por Maguire & Pires y publicado en Memoirs of The New York Botanical Garden 29: 244. 1978.